# Tithonia tubaeformis
Tithonia tubaeformis es una planta de la familia de las asteráceas, nativa de Norteamérica.

## Descripción
Es una planta anual erecta de hasta 4 m de alto. El tallo es más o menos ramificado, con pilosidad híspida. Las hojas pecioladas son alternas, triangular-ovadas, de hasta 25 cm de largo y 17 de ancho, de base truncada a subcordada, decurrente sobre el peciolo, margen crenado-aserrado, con el envés más pálido y más densamente pubescente que el haz. La inflorescencia se presenta en el extremo de las ramas y es una cabezuela solitaria (o varias agrupadas), sobre pedúnculos ensanchados, densamente pubescentes. El involucro es anchamente campanulado, con 15 a 25 brácteas híspido-pilosas, oblongas a lanceoladas, de longitud desigual. El capítulo agrupa 11 a 20 flores liguladas estériles y hasta 200 flores del disco, tubulosas, todas de color amarillo a anaranjado. El fruto es una cipsela gruesa y alargada, pálida, de aproximadamente medio centímetro de largo. Tiene un vilano de dos aristas anchas, desiguales.

## Distribución y hábitat
Tithonia tubaeformis se distribuye desde el norte de México hasta Honduras y El Salvador. Es una planta que se ve favorecida por el disturbio, de modo que es común encontrarla como maleza arvense o ruderal en zonas de clima templado, cálido o semiárido. También se distribuye de manera secundaria en África austral, en el extremo norte de Argentina y en algunas regiones de Centroamérica y del Caribe.

## Taxonomía
Tithonia tubaeformis fue descrita en 1825 por Alexandre Henri Gabriel de Cassini, sobre un basónimo de Nikolaus Joseph von Jacquin, en la obra de Georges Cuvier, Dictionnaire des Sciences Naturelles 35: 278.

### Etimología
Tithonia: nombre genérico derivado de la figura mitológica griega Titono, símbolo de la vejez; tal vez dado en alusión al indumento que caracteriza a algunos de los miembros de este género.
tubaeformis: epíteto específico latino que significa "en forma de tuba".

### Sinónimos
- Helianthus tubaeformis Jacq.
- Tithonia helianthoides Weinm. ex Steud.
- Tithonia tubaeformis var. bourgaeana Pamp.
- Tithonia tubiformis orth. var.
- Urbanisol tubaeformis (Jacq.) Kuntze[6]

## Nombres comunes
Acahual, andán, gigantón, polocote y otros.